# 拉拜
拉拜（法語：L'Abbaye）是瑞士联邦西部法语区的沃州下设的一个镇。在行政上属于沃州北汝拉区管辖。拉拜的总面积为31.88平方公里。截至2010年底，总人口为1,311。

## 地理
拉拜位于汝拉山地，茹湖东南岸。

## 历史
拉拜的名称来源于茹湖岸边一座古老的修道院（Abbaye du Lac de Joux）。Abbaye在法语中即是修道院之意。